# Linda Olofsson
Linda Olofsson (Piteå, 29 agosto 1972) è un'ex nuotatrice svedese.

## Carriera
Specializzata nello stile libero, ha vinto il titolo continentale sulla distanza dei 50m ai campionati europei di Vienna 1995.

## Palmarès
- Mondiali in vasca corta:

Palma di Maiorca 1993: argento nella 4x100m stile libero e bronzo nei 100m stile libero.
Rio de Janeiro 1995: bronzo nella 4x100m stile libero.
- Europei

Sheffield 1993: argento nei 50m stile libero e nella 4x100m stile libero.
Vienna 1995: oro nei 50m stile libero e argento nella 4x100m stile libero.
- Europei in vasca corta

Gateshead 1993: oro nella 4x50m stile libero, argento nei 50m stile libero e nella 4x50m stile libero.
Rostock 1996: argento nella 4x50m stile libero e bronzo nella 4x50m misti.